# Le favole di Franco e Ciccio
Le favole di Franco e Ciccio è un triplo singolo di Franco & Ciccio, pubblicato nel 1961 e ripubblicato nel 1968 dalla Hello Records.
Si tratta di una trilogia di storie raccontate dal duo comico palermitano:
- La lampada di Alaciccio, parodia della storia di Aladino
- Pollifranco e Polliciccio, parodia di Pollicino
- Cerentoluzzo, parodia di Cenerentola